# ムリダンガム

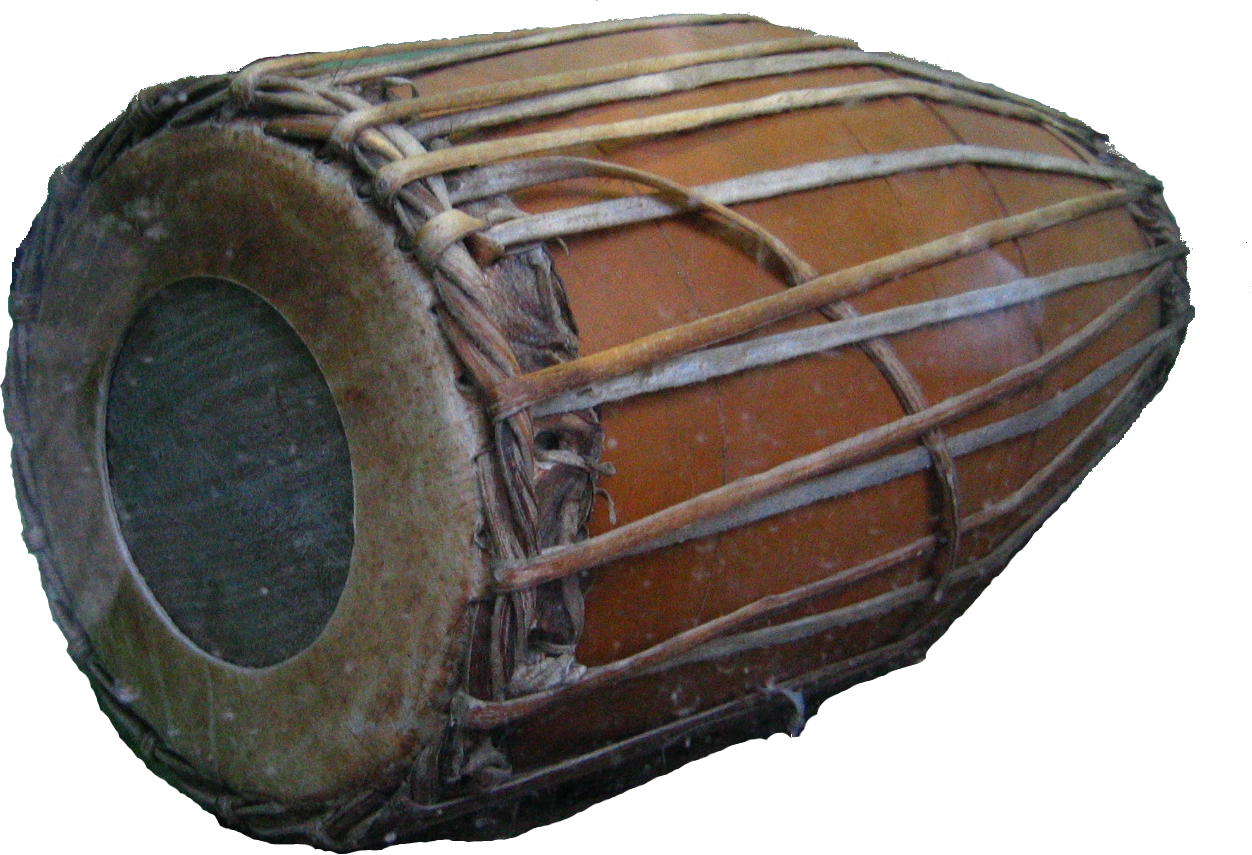
ムリダンガム

ムリダンガム（ムリダンガ、英∶Mridangam ヒンディー語∶मृदंगम）は、南インドの太鼓の一種である。現在の形は木をくりぬいた両面太鼓だが、一説によると、もともとは土（ムリド）で胴（アンガム）が作られていたという。演奏者は、両手でそれぞれの面を打つことで音を鳴らす。右手側の高音と左手側の低音を複雑に組み合わせることで、さまざまなリズムを奏でる。伝統的なカルナータカ音楽（Carnatic）でも用いられる。